# Preussiodora sulphurea
Preussiodora  es un género monotípico de plantas con flores perteneciente a la familia de las rubiáceas. Incluye una sola especie: Preussiodora sulphurea (K.Schum.) Keay (1958). Es nativa de Nigeria y el oeste de África tropical.

## Descripción
Es un arbusto de los bosques que alcanza un tamaño de 240 cm de alto con flores de color azufre, amarillo o blanco amarillento.

## Taxonomía
Preussiodora sulphurea fue descrita por (K.Schum.) Keay y publicado en Bulletin du Jardin Botanique de l'État 28: 31, en el año 1958.
Sinonimia
- Randia exserta K.Schum.
- Randia sulphurea K.Schum. basónimo[5]